# Dobrodružství šesti trampů
Dobrodružství šesti trampů je československý komediální muzikálový televizní seriál vzniklý v produkci Československé televize, která jej také v roce 1970 vysílala. Šestidílný seriál vznikl volně na motivy románů Vzpoura na lodi Primátor Dittrich a Dobrodružství šesti trampů aneb Nové pověsti české spisovatelů Vlastimila Rady a Jaroslava Žáka. Natočil jej režisér Pavel Brezina, který je rovněž autorem scénáře. Seriál vypráví dobrodružství skupiny pražských trampů při výpravě do jižních „dálav“ ve středním Povltaví.

## Příběh
Slavný trampský šerif Jack Aspirin vypráví u táborového ohně o výpravě skupiny zálesáků, které se kdysi účastnil: Šestice trampů se v Praze nalodí na parník Primátor Dittrich a společně s dalšími pasažéry se vydá na dlouhou pouť po „Velké řece“ Vltavě proti jejímu proudu do divočiny směrem na jih. Skupina se neplánovaně zúčastní vzpoury na lodi, kterou iniciují lodníci nespokojení se zacházením ze strany kapitána a dalších důstojníků, čímž začne dobrodružství trampů. To po mnoha útrapách vyvrcholí bitvou mezi zálesáky, respektive představiteli trampské hudby, a kozodojskými paďoury a jejich dechovkou.

## Obsazení
- Jan Skopeček jako šerif Jack Aspirin
- Rudolf Jelínek jako Forbes
- Jiří Bednář jako Bivoj
- František Hacker jako Nick Wharton
- Vladislav Morava jako Joe Chittletts
- František Turek jako Ping-Pong

## Produkce
Natáčení hudebního seriálu Dobrodružství šesti trampů probíhalo v roce 1969. Vznikl v produkci Československé televize a Krátkého filmu Praha a je volnou adaptací prvních dvou dílů tzv. Bohatýrské trilogie, kterou napsali Vlastimil Rada a Jaroslav Žák – románů Vzpoura na lodi Primátor Dittrich z roku 1930 a Dobrodružství šesti trampů aneb Nové pověsti české z roku 1933. Námět seriálu je společným dílem Pavla Breziny, Miloslava Drtílka a Bohumila Kouby, scénář napsal sám Pavel Brezina, který tento „skoromuzikál“ se šesti díly také režíroval. Do hlavních rolí byla obsazena trojice herců (Jan Skopeček, Rudolf Jelínek, Jiří Bednář) a trojice členů trampské hudební skupiny Kamarádi táborových ohňů (František Hacker, Vladislav Morava, František Turek). V seriálu dále působí také trampské soubory Hoboes, Scarabeus a Mustangové, které doplnila Dechová hudba Pražanka, jež představovala dechovku z Kozodojí.

## Vysílání
Seriál Dobrodružství šesti trampů uvedla Československá televize na II. programu v září a říjnu 1970. První díl měl premiéru 3. září 1970, další následovaly v týdenní periodě až do 1. října, kdy byla uvedena pátá epizoda. Tento díl byl po několikatýdenní přestávce zopakován 22. října a následně, 29. října 1970, odvysílala televize závěrečnou epizodu. Seriál byl zařazen do večerního vysílání v hlavním vysílacím čase, začátky jednotlivých dílů o délce necelé půlhodiny se pohybovaly v rozmezí 20.25–21.00 hod.
Celý seriál vyšel v roce 2016 na DVD.

### Seznam dílů
| Č. v seriálu | Název                             | Režie         | Scénář        | Datum premiéry |
| ------------ | --------------------------------- | ------------- | ------------- | -------------- |
| 1            | Vzpoura na lodi Primátor Dittrich | Pavel Brezina | Pavel Brezina | 3. září 1970   |
| 2            | Duch lodi se mstí                 | Pavel Brezina | Pavel Brezina | 10. září 1970  |
| 3            | Kdo je pánem na palubě            | Pavel Brezina | Pavel Brezina | 17. září 1970  |
| 4            | Bez šerifa                        | Pavel Brezina | Pavel Brezina | 24. září 1970  |
| 5            | Nadešel čas boje                  | Pavel Brezina | Pavel Brezina | 1. října 1970  |
| 6            | Kozodojská kompaktáta             | Pavel Brezina | Pavel Brezina | 29. října 1970 |

## Přijetí
Ve své publikaci Seriály od A do Z uvedl v roce 2009 Jiří Moc, že autoři Dobrodružství šesti trampů chtěli poetikou a humorem navázat na předchozí úspěšné adaptace jiných Žákových děl – celovečerní filmy Škola základ života a Cesta do hlubin študákovy duše. Tento záměr se jim podle Moce podařil jen částečně, ale i tak se seriál stal „sympatickým pokusem vnést do seriálového okna úplně nový formát“.